# ای. جی. استایلز
آلن نیل جونز (انگلیسی: Allen Neal Jones) که بیشتر با نام اِی جِی استایلز (انگلیسی: A.J.Styles) شناخته می‌شود، یک کشتی‌گیر حرفه‌ای آمریکایی و اولین کسب کننده کلیهٔ قهرمانی‌های‌کمپانی در تاریخچه تی ان ای است.
اِی جِی استایلز ستاره کمپانی‌های NJPW و TNA و رهبر گروه بولت کلاب بوده‌است که او هم‌اکنون در کمپانی wwe فعالیت می‌کند. از جمله افتخارات او می‌توان به سه قهرمانی سنگین‌وزن NWA، یک قهرمانی سنگین‌وزن TNA، یک قهرمانی اکس دیویژن TNA، دو قهرمانی کمربند WWE و قهرمانی کمربند ایالات متحدهو ۲ بار بهترین کشتی‌گیر سال ۲۰۱۶ و ۲۰۱۰ اشاره کرد.

## زندگی شخصی
الن نیل جونز در ۲ ژوئن ۱۹۷۷ در جکسونویل، کارولینای شمالی متولد شد. خانواده او مسیحیان فقیری بودند و پدر او یک او یک الکلی بود. فقر این خانواده به حدی بود که آنها قادر به خرید تلویزیون کابلی نبودند و جونز که علاقه زیادی به کشتی حرفه ای داشت نمی‌توانست آن را نگاه کند. او در دبیرستان جانسون در گینزویل، جورجیا تحصیل کرد و در کلاس سال ۱۹۹۶ فارغ‌التحصیل شد. جونز در دبیرستان کشتی آماتور را آغاز کرد و دو بار قهرمان کشتی دولتی شد. سپس به دانشگاه اندرسون در اندرسون، کارولینای جنوبی رفت و در آنجا با بورسیه کشتی و تربیت بدنی دریافت کرد. او به تشویق دوستانش، وارد یک مدرسه کشتی حرفه ای شد تا استعداد خود را بسنجد.
جونز یک مسیحی متعهد است و اظهار داشت که در زندگی خود، «اول خداست و در درجه دوم خانواده.» و به این شعار ایمان دارد. او در سال ۲۰۰۰ در سن ۲۳ سالگی با یک معلم مدرسه به نام وندی جونز ازدواج کرد و هم‌اکنون دارای سه پسر به نام‌های: آجای کوول جونز (متولد ۳ می ۲۰۰۵)، ایوری جونز (متولد ۱۴ فوریه ۲۰۰۷) و آلبی جونز (متولد ۱۵ سپتامبر ۲۰۰۹) و همچنین یک دختر به نام آنی جونز (متولد ۸ اکتبر ۲۰۱۴) می‌باشد.

## دوران کشتی حرفه ای

### آغاز و ورود به دنیای رسلینگ(۱۹۹۸–۲۰۰۲)
اِی جِی استایلز کشتی را با ریک مایکلز تمرین کرد و در سال ۱۹۹۸، با نام اولاف به دنیای کشتی کج قدم نهاد. در اوت ۱۹۹۹ کمربند تی-وی را برد و در دسامبر همان سال نام حرفه‌ای خود را به اِی جِی استایلز تغییر داد. او در ۸ ژانویه ۲۰۰۰ برای بار دوم و در ۶ ژانویه ۲۰۰۱ برای سومین بار کمربند تی-وی را از آن خود کرد.
او در سال ۲۰۰۲ شروع به فعالیت در شرکت WWF کرد. او دو مسابقه به صورت دارک مچ در ۲۶ و ۲۷ ژانویه انجام داد که هر دو را به هوریکان و ریکو کنستانتین باخت. در مسابقات کشتی قهرمانی ملی (NCW) مستقر در جورجیا، او به عنوان آقای المپیا، یک کشتی‌گیر نقابدار، کشتی گرفت و در اولین مسابقه انفرادی خود به مایکل بروکس باخت.[۱] تا اوت ۱۹۹۹، او برنده مسابقات قهرمانی تلویزیونی شد. از سال ۱۹۹۹ تا ۲۰۰۱، او به‌طور کلی در تبلیغات مستقل کمتر قابل توجه شرکت کرد. در دسامبر ۱۹۹۹، NCW با NWA Georgia ادغام شد و NWA Wildside را تشکیل داد و جونز به ای. جی تغییر نام داد.

### رینگ آف آنر(۲۰۰۲–۲۰۰۴)
اِی. جِی. استایلز در ۲۰۰۲ به صورت رسمی با رینگ آف آنر (حلقه افتخار) قرار داد بست و در سال ۲۰۰۳ موفق شد کمربند تگ تیم شرکت را کسب کند اما در نهایت عنوان تگ تیم را به تیم پروفسی باخت. اِی. جِی همراه هم تیمی دیگری به نام «هموسید» موفق شد کمربند را از تیم پروفسی پس بگیرد اما کمی بعد به دلیل مصدوم شدن هم تیمی اش مجبور شد عنوان را به مدیران واگذار کند. او مدتی با رقابت بقیه کشتی گیران، فعالیت را ادامه داد و در نهایت با شکست رقبای خود توانست به عنوان اولین قهرمان پیور رستلینگ (ROH Pure Wrestling Champion) برسد.

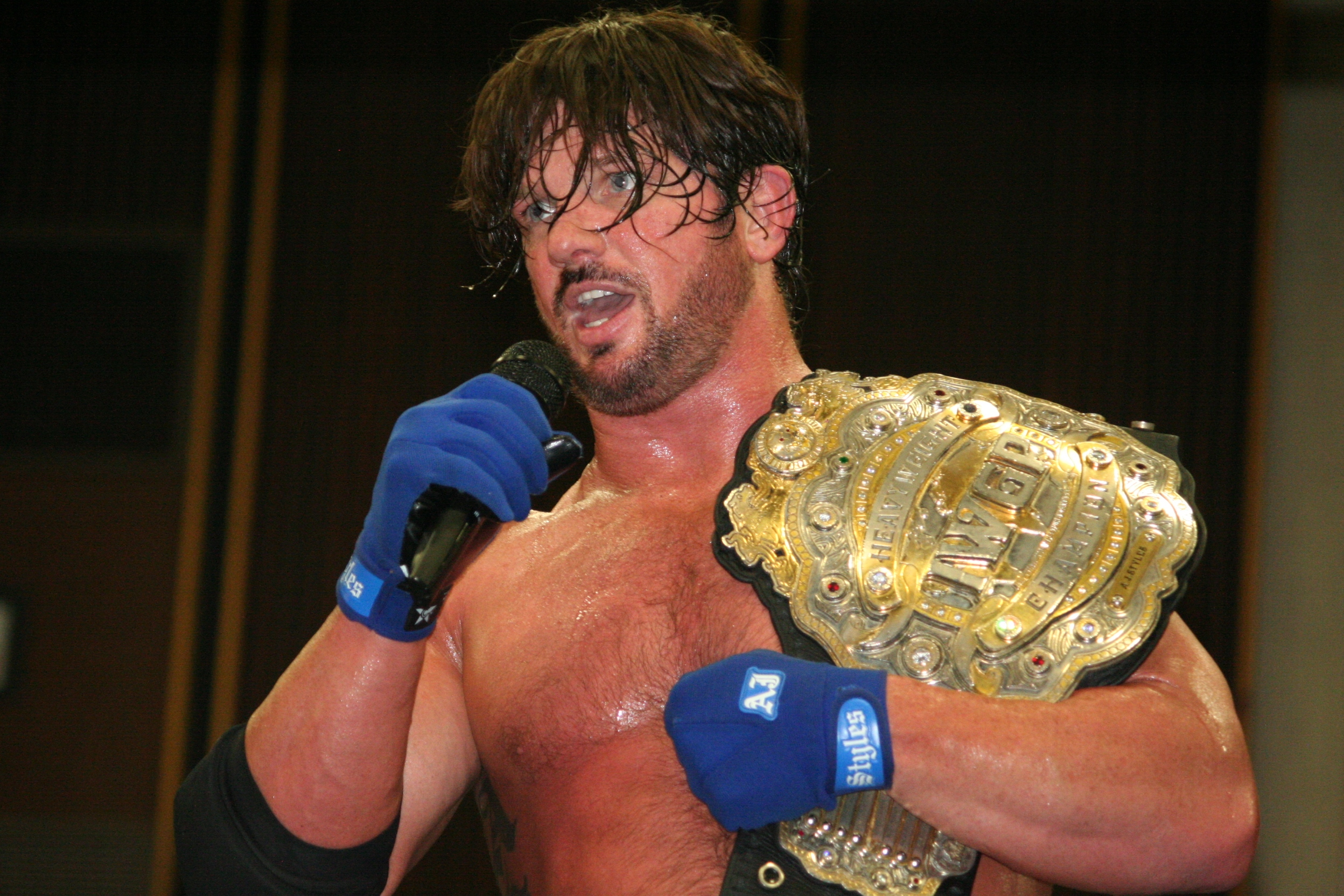

### ایمپکت رسلینگ(۲۰۰۲–۲۰۱۴)
در می ۲۰۰۲ استایلز همزمان با همکاری با برند رینگ آف آنر با تی ان ای یا همان Total Nonstop Action Wrestling هم قرار بست. استایلز موفق شد در همان هفتهٔ اول همکاریش در یک مسابقه حذفی به کمربند the inaugural TNA X Division Champion برسد. سپس در کنار لین موفق شد کمربند تگ تیم تی ان ای را کسب کند. او به صورت همزمان هر دو کمربند را برای مدتی حفظ کرد اما مدتی بعد کمربند ایکس دیوژن را به لو کی باخت. استوری درگیری او با هم تیمی خودش باعث تا کمربند تگ تیم را هم مدتی بعد واگذار کنند. در باقی سال ۲۰۰۲ استایلز به ترتیب sonny. , estrada ,jacey north را شکست داد. در مارس ۲۰۰۳ استایلز ران کیلینگز را در Har-dc-ore Hell. شکست داد. در سال ۲۰۰۳ استایلز سراغ کمربند NWA World Heavyweight Championship رفت؛ و مسیر طولانی را برای به دست آوردن عنوان شات طی کرد و سرانجام موفق مقابل جف جرت این عنوان را کسب کند. او با این عنوان به عنوان اولین کشتی‌گیری که در تی ان ری، تریپل کرون کرده ثبت شده. او چند رقیب داشت و در نهایت کمربند سنگین‌وزن را به جرت باخت. او سپس توانست برای بار دوم با شکست جف جرت قهرمان کمربند اکس دیویژن TNAشود. در ۲۶ مارس ۲۰۰۴ در Har-d-core Hell در مین اونتش استایلز و گابریل و آلتر بوی تیم شدند (در این بازی داستی رودز همراه تیم استایلز بود) و تیم راینمن و ایزائیل و کریستوفر دنیلز را شکست داد.
استایلز این بار برای کمربند سنگین‌وزن و تگ تیم درگیری‌هایی با جرت، ابیس و چند کشتی‌گیر دیگر داشت که منجر به هیچ قهرمانی برای او نشد. در ان دوران روسو به عنوان مدیر برنامه استایلز، از او حمایت می‌کرد که منجر به پیروزی استایلز مقابل جرت برای کمربند سنگین‌وزن شد. استایلز در مسابقات آینده مقابل رقبای خود برنده شد اما در نهایت با دخالت جرت به کیکلینگ باخت. جرت در اون مسابقه با گیتار به ای. جی حمله کرد. در سال ۲۰۰۴ او موفق شد با شکست دادن فرانکین کازاریان برای بار سوم به عنوان ایکس دویژن برسد. بعد از اینکه استایلز چند بار حفظ عنوان کرد، کش او را زد تا گروه‌شان و کازاریان به صورت مشترک صاحب عنوان ایکس دویژن در مقابل استایلز بشوند استایلز با انجام چند مسابقه انتقام دخالت کش را از او گرفت بعد در مسابقه سه طرفه مقابل کریس سابین و پتی ویلیامز کمربند ایکس دویژن را پس گرفت. لازم است ذکر شود که ویلیامز قبل از انجام اون مسابقه کمربند را کسب کرده بود و برای همین مقابل دو رقیب خود در مسابقه سه طرفه قرار گرفت. به این ترتیب استایلز برای بار چهارم قهرمان ایکس دویژن شد ای. جی بعد از استوری کمربندش را به دنیلز باخت. در اسلمی ورساری ای. جی استایلز و abyss و والتمن و ریون یک مسابقه ۴ نفره دادند که ریون پیروز شد.
بعد مدعی کسب کمربند NWA World Heavyweight Championship شد. او بار دیگر جرت را شکست داد تا به این عنوان برسد. ای. جیکمی بعد در تورنمنت برای کمربند ایکس دویژن هم شرکت کرد و برای بار پنجم قهرمان ایکس دویژن شد.
استایلز برای مدتی حفظ عنوان کرد اما در نهایت کمربند را به ساموا ج و باخت. او برای پس گرفتن کمربند تلاش کرد و در این بین اگر چه ناموفق بود اما رابطه اش با دنیلز بهتر شد و تبدیل به تگ تیم شدند. این دو خیلی زود موفق شد کمربند تگ تیم را کسب کنند اما سپس کمربندها را به تیم لاتین امریکن ایکس چنج باختند. ای. جی و دنیلز کمربند تگ تیم را بعداً از آن‌ها پس گرفتند اما در مسابقه بعدی بار دیگر به آن‌ها باختند. ای. جی استایلز بار دیگر سراغ کمربند ایکس دویژن رفت و با شکست دادن کریس سابین برای بار ششم قهرمان ایکس دویژن شد. استایلز کمربند فوق را به دنیلز باخت در اسلمی ورساری۲۰۰۷ اِی جِی استایلز و کرت انگل و هاریس و کریستن و ساموا جو مقابل هم سر کمربند سنگین‌وزن مسابقه دادند که کرت انگیل پیروز شد. در سال ۲۰۰۷ استایلز با تومکو تیم شد تا کمربند تگ تیم را به دست بیاورند. آن‌ها مقابل چند تگ تیم که مدعی کمربند شده بودند، حفظ عنوان کردند. در همان دوران، استایلز به گروه انگل الیانس که توسط کرت انگل اداره می‌شد پیوست.

#### سال ۲۰۰۸
ای. جی در این سال با ساموا جو همکاری کرد تا یک گروه از کشتی گیران جوان بسازند. هدف آن‌ها کنار گذاشتن کشتی‌گیرهای قدیمی از مین اونتری و توجه به استعداد نسل جدید بود. مدتی بعد ای. جی، استینگ را برای کمربند سنگین‌وزن رقابت کرد اما در کسب عنوان ناکام موند.

#### سال ۲۰۰۹
اِی جِی این سال را با حمله به بوکرتی و بردن کمربند لجند چمپیون شیپ شروع کرد و با این عنوان او اولین قهرمان گرند اسلم در برند تی ان ای شد. استایلز سال ۲۰۰۹ را با بردن کمربند سنگین‌وزن در یک مسابقه ۵ طرفه ادامه داد. او طی مسابقات آینده از کمربندش مقابل کشتی‌گیرهای تاپ برند دفاع کرد. ریک فلیر سپس مدیر برنامه و حامی ای. جی شد تا کمربندش را مقابل انگل حفظ کند. اِی جِی همچنان که کنار فلیر مسابقات تگ تیم می‌داد از عنوان سنگین‌وزن هم دفاع می‌کرد اما سرانجام کمربند را پس از ۲۱۱ روز به راب وندام باخت.

#### گروه فورتان (۲۰۱۰–۲۰۱۲)
در سال ۲۰۱۰ فلیر که حامی ای. جی بود تصمیم گرفت کازاریان را جایگزین او کند و ای. جی در رقابت برای ثابت کردن توانایی خودش شکست خورد. فلیر فرصت دیگر ای به ای. جی داد و همراه با او چند کشتی‌گیر دیگر را تحت حمایتش گرفت و گفت هر کی می‌خواهد در گروه بماند باید استعداد خودش را ثابت کند. ای. جی در کسب پیروزی در این مسیر موفق بود و حتی در ۲۲ ژوئیه موفق شد کمربند قهرمان جهان را کسب کند.
این عنوان همان کمربند لجند چمپیون شیپ بود که تغییر نام داده بودند و ای. جی در واقع برای بار دوم بود که کسبش می‌کرد. در شوی بعدی اسم عنوان تغییر پیدا کرد به قهرمانی تلویزیون تی ان ای گروه فلیر که با نام فورچون فعالیت می‌کرد همراه با ای. جی با گروه EV 2.0 در گیر شدن ای. جی موفق شد رهبر گروه مقابل یعنی تامی دیمر را در ای کوییت مچ شکست بده در پی پر یو بوند اف گلوری گروه مقابل موفق شد انتقامش را با شکست گروه فورتان بگیرد بعدها اریک بیشاف و هالک هوگان هم به حمایت گروه فورتان اومدن و گروه EV 2.0 را طی مسابقاتی منحل کردن کمی بعد داگلاس ویلامز به گروه فورتان خیانت کرد و در یک مسابقه کمربند قهرمانی تلویزیون را از ای. جی گرفت بعدها گروه فورتان بدون هماهنگی با فلیر، به گروه هوگان و بیشاف خیانت کرد و همین باعث شد فلیر هم به گروه هوگان ملحق بشود نام گروه هوگان ایمورتال بود. درگیری بین ایمورتال و فورتان ادامه داشت و ای. جی در این درگیری‌ها مقابل جف هاردی و فلیر مسابقه داد و شکست خورد. البته بعداً ای. جی موفق شد جف را شکست دهد به دنبالش فلیر بالی ری را تحریک کرد تا در هنگام وورد ای. جی به سالن، به او حمله کند.
این حمله منجر به مصدومیت ای. جی شد در ماه آوریل ای. جی از مصدومیت برگشت و به گروه فورتان کمک کرد تا گروه ایمورتال را شکست دهند. سپس با تومی دریمر درگیر شد. دریمر در اون زمان به ایمورتال پیوسته بود بالی ری در جریان مسابقه ای. جی مقابل دریمر با زنجیر به ای. جی حمله کرد. بالاخره در اسلمی ورساری، بالی ری مقابل ای. جی برد و داستانشان تمام شد. در بونداف گلوری ای. جی دنیلز را برد تا داستانش با او هم تمام شه.
سپس بر سر عنوان سنگین‌وزن با بابی رود درگیر شد اما موفق به کسب عنوان نشد. کازاریان و ای. جی تنها اعضای باقی ماندهٔ گروه فورتان بودن که اونم کمی بعد با خیانت کازاریان به ای. جی، کاملاً منحل شد.
استایلز در سال ۲۰۱۳ حرکت کالف کراشر را ابداع کرد و مدتی نیز به شایعه رابطه مدیر تی ان ای یعنی خانم دیکسی کارتر درگیر بود. در ۲۱ ژوئن سال ۲۰۱۲ اِی جِی و دیکسی کارتر فاش کردن که رابطه مشکوک آن‌ها برای حل کردن مشکل خانمی به نام کلر لینچ بود و در این بین نیز به داشتن رابطه نامشروع با خانم کلر لینچ متهم می‌شد تا اینکه این ادعاها توسط خود کلیر لینچ رد شد. پس از اتمام قرارداد او با شرکت، ای. جی مقابل بالی ری مسابقه برای کمربند را انجام داد و برای دومین بار عنوان سنگین‌وزن را برد.

### بازگشت بهرینگ آف آنر
ای. جی در سال ۲۰۱۴، مجدداً با رینگ آف آنر (ROH) قرارداد بست و برای کمربند قهرمانی این برند مسابقه داد اما موفق نشد. سپس در مسابقه برگشت خود در ۴ ژانویه ۲۰۱۴، رودریک استرانگ، جی لتال و کریس هیرو را شکست داد. پس از آن، او با برنده شدن در یک مسابقه چهار جانبه شامل آدام کول، مایکل الگین و رودریک استرانگ به مدعی شماره یک قهرمانی جهانی ROH تبدیل شد، اما او در نبرد نهایی قهرمان جی لتال را به چالش کشید استایلز آخرین حضور مستقل خود را قبل از شروع کار برای WWE در نوارهای تلویزیونی ROH در جورجیا در ۲۳ ژانویه ۲۰۱۶ انجام داد. در ۱۶ ژانویه به Revolution Pro Wrestling in London برگشت و بعد از مدتی، کمربند قهرمانی برند را به زک سابر جونیور باخت. او در ۵ فوریه ۲۰۱۶ به همکاری با این برند خاتمه داد.

### نیو ژاپن پرو-رسلینگ(۲۰۱۴–۲۰۱۶)

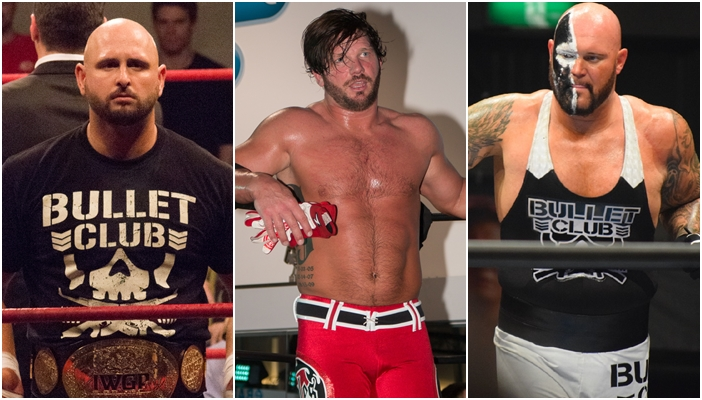

همکاری استایلز با پرو رستلینگ از سال ۲۰۱۴ شروع شد اما قبلاً همکاری‌های نیه وقتی هم با این برند داشت.. وقتی استایلز در ۲۰۱۴ به پرو رستلینگ برگشت، اوکادا را که در اون زمان، قهرمان سنگین‌وزن برند بود زد و بعد به عنوان عضو جدید بولت کلوپ و با حمایت آن‌ها اوکادا را رقابت کرد. کارل اندرسون در اون موقع رهبر بولت بود اما استایلز در رینگ اف هونر رهبری گروه را بر عهده داشت. ای. جی با کمک بولت کلوپ اوکادا را شکست داد و قهرمان شد.
او ششمین غیر ژاپنی بود که به کمربند سنگین‌وزن برند رسید. قبل از او در ۲۰۰۵ لزنر اولین آمریکایی بود که این عنوان را برد و ای. جی به عنوان دومین آمریکایی صاحب عنوان مربوط شد.
البته ای. جی کوتاهترین رکورد حفظ عنوان را در این کمربند داشت. او بعداً در برنامه مشترک پرو و رینگ اف هونر در ۱۷ می‌مقابل اوکادا و مایکل الگین از عنوان سنگین‌وزن دفاع کرد و در ۲۵ می هم به صورت تک به تک برای همین کمربند مقابل اوکادا مسابقه دیگری داشت که آن را هم برد.
اما در سومین مسابقه شون کمربند را مقابل اوکادا باخت. استایلز با چند کشتی‌گیر دیگر از جمله اوکادا و نایتو در ادامه حرفه خود در پرو رستلینگ مسابقه داد و به اوکادا باخت اما مقابل نایتو پیروز شد. در ۱۱ فوریه ۲۰۱۵ مقابل تاناهاشی به کمربند سنگین‌وزن پرو رستلینگ ژاپن رسید. بعد مقابل ایبوشی از عنوانش دفاع کرد. اما در ماه ژوئیه کمربند را به اوکادا باخت. او در ماه اکتبر ری مچ گرفت اما باز هم به اوکادا باخت. استایلز این بار سراغ عنوان بین قاره ای برند رفت اما در رقابت ناکامورا برای کمربند اینترکانتیننتال هم ناموفق بود. به دنبالش، یک فاصله در همکاری او با برند پیش اومد تا اینکه در ۴ ژانویه ۲۰۱۶ بار دیگر قرار داد بست او این بار که در رقابت ناکامورا برای عنوان اینترکانتیننتال ناموفق بود.
اندکی بعد ای. جی اعلام کرد که پیشنهاد همکاری با دبلیو دبلیو ایی را قبول کرده و پرو رستلینگ را ترک می‌کند. در روز سپس تماشاگران همراه با بولت کلوپ با او خداحافظی کردن و اومگا به جای ای. جی رهبر بولت کلوپ شد. بدین ترتیب در سال ۲۰۱۶، کریر ای. جی در پرو رستلینگ تمام شد ژاپن بود و او به کمپانی دبلیو دبلیو ایی رفت.

### ورود بهWWE
اولین حضور رسمی استایلز در دبلیودبلیوئی، حضور غافلگیرکننده او در رویداد بزرگ رویال رامبل و در خود مسابقه رامبل بود؛ او به عنوان نفر سوم وارد شد. عملکرد وی و همچنین بازخورد بسیار مثبتی که از تماشاگران در اولین حضورش کسب کرد تحسین بسیاری از منتقدین را برانگیخت. در شب بعد استفانی مک ماهون مسابقه‌ای را بین اِی جِی استایلز و کریس جریکو ترتیب داد که اِی جِی استایلز در آن پیروز شد.
چند هفته بعد در اسمک‌داون اِی جِی استایلز و کریس جریکو به مصاف هم رفتند که کریس جریکو برنده شد. در فست لین باز هم استایلز و جریکو به مصاف هم رفتند که اِی جِی استایلز برنده شده. در شب بعد کریس جریکو خواهان تشکیل تیمی با اِی جِی استایلز شد که استایلز پذیرفت و تیمی به نام Y 2 A J تشکیل دادند. در چند هفتهٔ شین مک ماهون مسابقه‌ای که ترتیب داد که در آن، اِی جِی استایلز باردیگر به کریس جریکو پیروز شد.

### قهرمانی کمربند دبلیودبلیو ای(۲۰۱۶_۲۰۱۸)
اِی جِی پس از سامر اسلم در اسمک‌داوندالف زیگلر را شکست داد و رقیب اول دین امبروز قهرمان wwe شد و در بکلش موفق به شکست دین امبروز شد و قهرمان wwe شد.
پس از ان و در نو مرسی از کمربندش در مقابل جان سینا و دین امبروز دفاع کند و در سواریو عضو تیم ۵نفر اسمک‌داون بود و موفق به شکست تیم راو شدند
پس از ان در تی ال سی از کمربندش در مقابل دین امبروز دفاع کرد
پس از ان در رویال رامبل۲۰۱۷ در برابر جان سینا شکست خورد و کمربند ازدست داد.
در پی پریو بعد المیشن چمپینز در برابر
جان سینا قهرمانwwe، بری وایت، بارون کوربین، دین امبروز، میز قرار گرفت که دست آخر توسط بری وایت کاور شد و به عنوان نفر آخر از مسابقه خارج شد و قهرمان جدید wweبری وایت شد
در اسمک‌داونهفته بعد جان سینا درخواست ریمچ با بری وایت کرد اِی جِی استایلز هم گفت وگر اینطور هست من هم بعد از رویال رامبل درخواست ریمچ نکرده‌ام و حالا در خواست ریمچ می‌کنم شین مک ماهون هم مسابقه ای ۳ نفره بین اِی جِی استایلز، بری وایت و جان سینا در مین اونت اسمک‌داون ترتیب داد که در آخر ان مسابقه اِی جِی استایلز به جان سینا استایلز کلش زد و بری وایت به اِی جِی و جان سینا فینیشر زد و برنده شد.
چندی بعد رندی اورتن که برنده مسابقه رویال رامبل بود که من در مقابل بری وایت مسابقه نمی‌دهم شین هم یه مسابقه بتل رویال برگزار کرد که در آخر اِی جِی و لوک هاربر باهم از رینگ خارج شدند و اِی جِی بار دیگر در مقابل لوک هاربر قرار گرفت که برنده شد ولی رندی گفت که خودش می‌خواهد در مقابل بری وایت قرار بگیرد و اِی جِی استایلز عصبانی شد و با شین درگیر شد و مسابقه ان دو در رسلمینیا ثبت شد و در رسلمینیا موفق به شکست شین مکمن شد.
در یکی از شوهای اسمکداون سال ۲۰۱۸ اِی جِی استایلز با شکست دادن جیندر ماهال توانست برای دومین بار قهرمان کمربند wwe شد و در کلش اف چمپیون (۲۰۱۶) از کمربندش مقابل جیندر ماهال دفاع کرد و در رویال رامبل در مسابقه هندیکپ مقابل سمی زین و کوین اونز دفاع کرد و در فستلین در یک مسابقه شش نفره بین جان سینا دولف زیگلر کوین اونز سمی زین بارون کوربین و اِی جِی استایلز دفاع کرد و در رسلمنیا موفق به شکست دادن ناکامورا و آغاز درگیری آن‌ها برای پی پر ویوهای بعد شد و آخرین درگیری آنها درمانی این د بانک (۲۰۱۸) بود که استایلز از کمربند دفاع کرد و در اکستریم رولز روسف را شکست داد و در یکی از شوهای اسمکداون سال ۲۰۱۸ پیچ ساماجو را به عنوان حریف اِی جِی استایلز در سامراسلم معرفی کرد و ساماجو با DQ برنده این مچ شد و استایلز قهرمان ماند و در پی پر ویوهای هل این ا سل و سوپر شو داون و کرون جول اِی جِی استایلز از کمربندش مقابل ساماجو دفاع کرد و این کمربند را در اسمکداون به دنیل برایان باخت و در تی ال سی نتوانست کمربند را پس بگیرد و در رویال رامبل هم با دخالت اریک روون نتوانست و همچنین در آخرین مسابقه اش سر کمربند wwe یعنی در المینیشن چمبر هم نتوانست کمربند را پس بگیرد.

### درگیری باکوین اونزو قهرمانی کمربند ایالات متحده(۲۰۱۷_۲۰۱۸)
او سپس در پی بک حریف کوین اونز شد ولی شکست خورد. چند روز بعد شین مک ماهون اعلام کرد که اِی جِی استایلز، بارون کوربین، ناکامورا، کوین اونز، دالف زیگلر، سمی زین در مقابل هم در مسابقه لدر مچ درمانی ان د بنک قرار بگیرند
او سپس در اسمک‌داون یکی از حریفانش یعنی دالف زیگلر را شکست داد و در اسمک‌داون بعد در یک مسابقه شش نفره که با ناکامورا و سمی زین تیم بود بر کوین اونز بارون کوربین و دالف زیگلر پیروز شدند
درمانی ان د بنک او بازی خوبی به نمایش گذاشت و به ناکامورا یک فنامنال فور ارم رفت و از نرده بان بالا رفت که ناکامورا خودش را رساند و هر دو کیف را گرفتند که بارون کوربین نرده بان را انداخت و خود از نرده بان جدید بالا رفت و کیف را گرفت
سپس در اسمک‌داون بعد شین مک ماهون یک مسابقه بتل رویال برای انتخاب حریف کوین اونز ترتیب داد که در ان مسابقه اِی جِی استایلز و سمی زین در رینگ باقی ماندند و اِی جِی استایلز حیلوا کیک سمی زین را جاخالی داد و سپس با پله کیک او را حذف کرد تا حریف کوین اونز سر کمربند ایالات متحده در رزمگاه شود.
اما قبل از رزمگاه و در لایو اونت در شهر نیویورک در مقابل کوین اونز قرار گرفت که پیروز و قهرمان کمربند ایالات متحده آمریکا شد. در اسمک‌داون هفته بعد اِی جِی استایلز وارد رینگ شد و گفت که امروز سر کمربند ایالات متحده آمریکا یک رقابت داریم جان سینا وارد شد و گفت من رقابت را می‌پذیرم اما کوین اونز آمد و گفت کمربند باید به صاحب اصلی اش یعنی کوین اونز بازگردد اما در این لحظه روسف وارد رینگ شد و روسف و کوین اونز شروع به زدن اِی جِی استایلز و جان سینا کردند و شین مک ماهون مسابقه اِی جِی استایلز و جان سینا در مقابل روسف و کوین اونز ترتیب داد که در آن مسابقه اِی جِی با زدن فنامنال فور ارم به روسف و پله کیک به کوین اونز و سپس جان سینا با زدن ای ای موفق به پین کردن کوین اونز و روسف شدند. در اسمک‌داون هفته بعد او و ناکامورا در مقابل بارون کوربین و کوین اونز قرار گرفتند که در آخر آن مسابقه با دریافت پاوربامب از کوین اونز شکست خورد.
در رزمگاه از کوین اونز شکست خورد و کمربندی را واگذار کرد؛ ولی در اسمک‌داون هفته بعد بار دیگر قهرمان کمربند ایالات متحده آمریکا شد. در اسمک‌داون هفته بعد کوین اونز درخواست ریمچ کرد که در ان مسابقه اِی جِی با اشتباه داور برنده شد. پس از پایان بازی کوین اونز پیش شین مک ماهون رفت و از داوری شکایت کرد؛ شین مک ماهون گفت که تو با اِی جِی استایلز در سامر اسلم مسابقه داری و داورش هم من هستم. او سپس در سامر اسلم در مسابقه ای زیبا که با داوری شین مکمن برگزار می‌شد توانست با این ۲ پاور پامپ خورده بود باززدن ۱ فنامنال فور ارم و ۲ استایلز کلش برندهٔ مسابقه شود. پس از آن کوین اونز رقابت را پذیرفت و اِی جِی استایلز و کوین اونز با داوری بارون کوربین مسابقه دادند که بارون کوربین به نفع کوین اونز داوری می‌کرد در این لحظه شین مکمن وارد شد و لباس داوری را از تن بارون کوربین درآورد و خودش پوشید و در ادامه اِی جِی استایلز با زدن فنامنال فور ارم برنده شد.
هفته بعد بار دیگر رقابت کرد که بارون کوربین آمد اما اِی جِی استایلز برنده شد در هفته‌های بعد کم‌کم درگیری بین اِی جِی و بارون کوربین زیاد شد و مسابقه آن‌ها برای هل ان ا سل ثبت شد. در هل ان ا سل تا دینیجر به مسابقه اضافه شد و مسابقه ۳نفره شد در آم مسابقه با اینکه اِی جِی به تای دینیجر فنامنال فور ارم زد اما بارون کوربین او را از زمین بیرون انداخت و خودش تای دینیجر را پین کرد و قهرمان کمربند ایلات متحده شد در اسمک‌داون اِی جِی خواستار ریمچ شد که باز هم در آن مسابقه باخت.

### قهرمانی کمربنددابلیو دابلیو ای

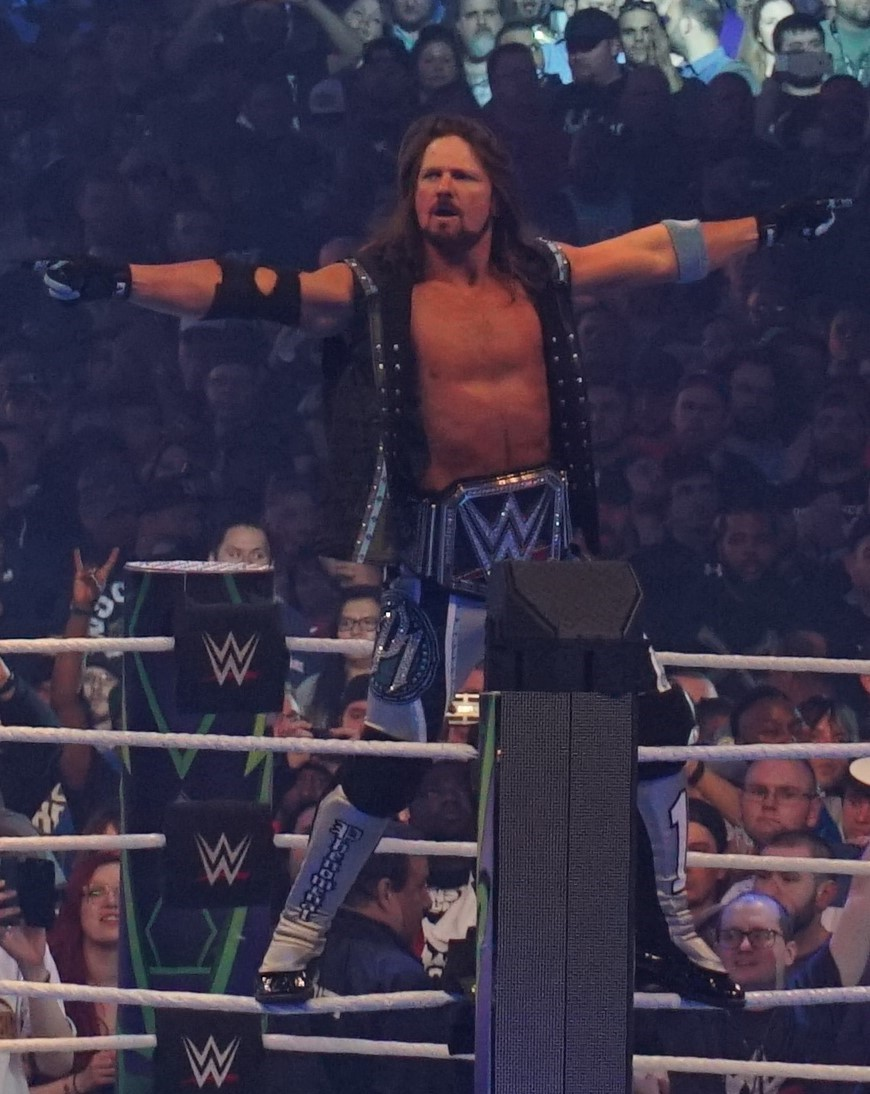
اِی جِی استایلز در رسلمینیا ۳۴

پس از ان اِی جِی استایلز درگیری خود را با جیندر ماهال آغاز کرد و پس از چند هفته درگیری توانست با جیندر ماهال مسابقه تک به تک سر کمربند داشته باشد که اِی جِی استایلز جیندر ماهال را شکست داد و برای دومین بار قهرمان کمربند WWEشد.
در سروایور سریز اِی جِی استایلز که قهرمان کمربند WWEبود بایددر مقابل قهرمان کمربند یونیور سال یعنی براک لزنر قرار می‌گرفت. در آن مسابقه که خیلی هم زیبا بوداِی جِی استایلز خیلی زیبا کار کرد و حتی توانست ۳ بار فینیشر خود را یعنی فنامنال فور ارم را روی براک لزنر پیاده کند ولی براک لزنر تسلیم نشد و با زدن F5 برنده مسابقه شد.
در اسمک‌داون بعد از سروایور سریز اِی جِی استایلز به رینگ آمد و پس از او جیندر ماهال هم وارد شد و درخواست ریمچ کرد و شین مکمن مسابقه آن‌ها را درنبرد قهرمانان ثبت کرد که در آن مسابقه اِی جِی استایلز با سابمیشن خود یعنی کالف کراشر جیندر ماهال را تسلیم کرد و قهرمان کمربند WWE باقی ماند.
پس از نبرد قهرمانان کوین اونز و سمی زین که خیلی در دوران اوجشان بودند به رینگ آمدند و در خواست مسابقه مقابل اِی جِی کردند که دنیل برایان مسابقه آن‌ها را برای رویال رامبل ۲۰۱۸ ثبت کرد مسابقه ای نابرابر که اِی جِی استایلز باید در مقابل سمی زین و کوین اونز قرار می‌گرفت. در رویال رامبل اِی جِی استایلز توانست مقابل کوین اونز و سمی زین پیروز شود.
در اسمک‌داون بعد با این که اِی جِی استایلز کوین اونز و سمی زین را شکست داده بود باز هم دنیل برایان به آن‌ها فرستی داد و مسابقه اِی جِی استایلز در فست لین مقابل سمی زین مقابل کوین اونز ثبت شد. در هفته بعد بارون کوربین و دالف زیگلر هم به مسابقه اضافه شدند. در هفته بعد جان سینا هم که از راو به اسمک‌داون آمده بود گفت که می‌خواهد به مسابقه اضافه شود و کوین اونز گفت اگر تو اِی جِی استایلز را در مین اونت امشب ببری به مسابقه اضافه می‌شوی در مسابقه مین اونت که اِی جِی استایلز باید در مقابل جان سینا قرار می‌گرفت. در ان مسابقه که هر دو کشتی‌گیر بسیار عالی مسابقه دادند جان سینا توانست با فن ای ای اِی جِی استایلز را شکست دهد و به مسابقه اضافه شد. اما در فست‌لین (۲۰۱۸)موفق شد از عنوان در برابر جان سینا _ دولف زیگلر _ کوین اونز _ سمی زین و بارون کوربین دفاع کند.
در رویال رامبل۲۰۱۸ شینسوکه ناکامورا با بیرون انداختن آخرین نفر یعنی رومن رینز، برنده مسابقه رویال رامبل مردان شد. بعد از مسابقه، وقتی گزارشگر از او سؤال کرد که مسابقه بر سر کدام یک از کمربندهای دبلیودبلیوئی یا یونیورسال را می‌خواهد، او با گفتن نام ای‌جی استایلز اعلام کرد که مسابقه برای کمربند دبلیودبلیوئی را می‌خواهد و اینکه در اسمک‌داون خواهد ماند. در اسمک‌داون پس از فست‌لین، استایلز و ناکامورا برنامه را آغاز کردند و گفتند که به همدیگر احترام می‌گذارند، ولی ناکامورا قول داد در رسلمانیا حرکت تمام‌کننده خود یعنی کینشاسا را به استایلز بزند و قهرمان دبلیودبلیوئی شود و رؤیای خود را برآورده سازد. ناگهان روسِف که در فست‌لین به ناکامورا باخته بود به همراه ایدن اینگلیش وارد شد تا با استایلز مسابقه‌ای تک نفره برگزار کند. این مسابقه با دخالت اینگلیش با سلب صلاحیت به پایان رسید و سپس اینگلیش و روسف به استایلز حمله کردند ولی ناکامورا استایلز را نجات داد و به هردو روسف و اینگلیش حرکت کینشاسا زد.
در رسلمانیا۳۴ اِی جِی استایلز در یک مسابقه زیبا توانست در آخر با زدن فن استایلز کلش به ناکامورا قهرمان کمربندWWEباقی بماند. پس از مسابقه اِی جِی استایلز آمد و با ناکامورا دست داد و ناکامورا برای اِی جِی استایلز زانو زد و کمربندش را به او داد. اما بلافاصله به اِی جِی ضربه غیرقانونی زد و سپس به اِی جِی حمله کرد و او را زد در حالی که تماشاگران همه ناکامورا را هو می‌کردند.
در اسمک‌داون هفته بعد اِی جِی مقابل دنیل برایان قرار گرفت، مسابقهٔ زیبایی بود تا اینکه ناکامورا باز هم وارد شد و یک ضربه به دنیل برایان و بازی به نفع دنیل برایان با قانون جریمه برنده شد. پس ناکامورا مانند رسلمینیا یک ضربه خطا به اِی جِی زد و رفت. در اسمک‌داون هفته بعد اِی جِی مقابل روسف قرار داشت که درآخر اِی جِی استایلز روی روسف کالف کراشر رفت و سپس انگلیش دخالت کرد و اِی جِی برد ولی روسف و انگلیش اِی جِی را می‌زدند در این لحظه دنیل برایان وارد شد و باعث شد روسف و انگلیش عقب‌نشینی کنند. در بک استیج شین مکمن مسابقه اِی جِی و دنیل مقابل روسف و انگلیش قرار داد که در آخر ناکامورا وارد شد و اِی جِی و دنیل را زد و باز هم به اِی جِی ضربه غیرقانونی زد و رفت. چند هفته بعد مسابقه اِی جِی استایلز و شینسوکه ناکامورا در رویال رامبل عربستان ثبت شد. در اسمک‌داون هفته بعد که کارل اندرسون و لوک گلوز دو دوست قدیمی ااِی جِی استایلز که در کمپانی TNAوNJPW باهم گروه بودند به اسمک‌داون آمدند و در مین اونت آن شب ان شب اِی جِی استایلز و لوک گلوز و کارل اندرسون(بولت کلاب) در مقابل روف و انگلش و ناکامورا مسابقه دادند که در آخر آن مسابقه ناکامورا به لوک گلوز کینشاسا زد و برنده شد. پس از پایان اِی جِی با تمام تون به ناکامورا حمله کرد و او را زد اما باز هم ناکامورا ا را غافلگیر کرد و باز هم باز ضربه خطا اِی جِی را از پا درآورد و رفت که به اِی جِی کینشاسا بزند که کارل اندرسون خود را فدای اِی جِی استایلز کرد. ناکامورا سپس یک کیشنسای دیگر به کارل اندرسون زد و رفت.
در رویال رامبل عربستان در آخر مسابقه اِی جِی و ناکا ناکامورا دور از چشم داور به اِی جِی یک ضربه خطا زد و او را کاور کرد اما اِی جِی بند را گرفت و ناکا رفت برای کینشاسا اما اِی جِی به اوفنانال فور ارم زد سپس درگیری به بیرون رینگ کشیده شد و داور تا شماره ۱۰ شمارد و مسابقه را با دبل کانت اوت تمام کرد. سپس اِی جِی با صندلی ناکامورا را زد و سپس به ایک فورآرم زد سپس خواست بار دیگر او را بزند اما اکامورا فرار کرد و در حال استراحت بود که اِی جِی استایلز یک فنامنال فور ارم دیگر از روی طناب به ناکامورا زد به طوری که ناکامورا دیگر نای تکان خوردن نداشت و انتقام چند هفته پیش را از ناکامورا گرفت.
در اسمک‌داون هفته بعد شین مک ماهون باز هم به ناکامورا یک فرصت دیگر داد که در بکلش اِی جِی استایلز و ناکامورا به مصاف هم بروند که در آن مسابقه اِی جِی و ناکامورا به هم صدمه‌های خطرناکی وارد کردند و ضربه‌های زیای را میان پای یک دیگر زدند در آخر صورت هر دو کشتی‌گیر خونی شد بود و تا شماره ۱۰ هردو کشتی‌گیر بلند نشدند و بازی با دبل کانت اوت تمام شد.
در اسمک‌داون هفته بعد پیج مدیر جدید اسمک‌داون به ناکامورا یک فرصت دیگر داد اگر ناکامورا اِی جِی استایلز را در اسمک‌داون می‌برد مسابقه اِی جِی استایلز و شینسوکه ناکامورا برای مانی ان د بنک ۲۰۱۸ ثبت می‌شد که در آن مسابقه شینسوکه ناکامورا توانست بر اِی جِی استایلز غلبه کند و مسابقه اِی جِی استایلز و شینسوکه ناکامورا برای مانی ان د بنک۲۰۱۸ ثبت شد. در هفته بعد هم مشخص شدکه نوع این مسابقه لست من استدینگ است یعنی کشتی‌گیری که تا ۱۰ ثانیه روی زمین بماند و نتواند بلند شود باخته‌است.
درمانی ان د بنک اِی جِی استایلز توانست شینسکه ناکامورا را شکست دهد در این مسابقه اِی جِی استایلز تمام حرکات‌های پایانی خود را انجام داد. او در این مسابقه ۳ بار فورآرم رفت یک استایلز کلش از بالای پله و سابمین خود یعنی کالف کراشر را انجام داد.
در هفته بعد شین مک ماهون یک مسابقه ۵ نفره ترتیب داد که برنده باید به مصاف اِی جِی استایلز می‌رفت. در آن مسابقه روسف برنده شد و رقیب اِی جِی استایلز دراکستریم رولز ۲۰۱۸ برای کمربند WWEشد. اما در اکستریم رولز باز هم اِی جِی استایلز برنده شد و تونست از عنوان خود دفاع کند. رقیب سامراسلم اِی جِی استایلز نیز اعلام شد و او کسی نبود جز ساموآ جو که با حمله به اِی جِی استایلز شکل گرفت. در سامراسلم ۲۰۱۸ ساموا جو رقیب اِی جِی استایلز بود. استایلز در این مسابقه از عنوان wwe خود دفاع کرد. در آخر ساموا جو با قانون صلب صلاحیت توانست پیروز شود. اما کمربند قهرمانی نزد استایلز باقی ماند. استایلز در پی پر ویو بعدی یعنی هل این سل توانست ساموا جو را شکست دهد و قهرمانی wwe باقی بماند؛ ولی دشمنی و رقابت بین این دو هنوز تمام نشده بود. ساموا جو که در طی درگیری اش با استایلز به شخصیت منفی یا heel تبدیل شده بود برای سومین بار در برابر اِی جِی استایلز قرار خواهد گرفت و قهرمان wwe باید از کمربند قهرمانی خویش که ۳۳۳ روز است در دست دارد در سوپر شو داون دفاع کند. در سوپرشودان باز هم این اِی جِی استایلز بود که توانست کمربند خود را حفظ کند و ساموا جو را شکست دهد. دنیل براین به دلیل بردن دمیز در سوپر شو داون حریف جدید اِی جِی استایلز شد. آن‌ها دو هفته متوالی مقابل اوسوها مسابقه دادند که هر دو را با ضربه اشتباه به یکدیگر باختند. در اسمکداون هفته بعد اعتراف کردند که از قصد به یکدیگر ضربه زدند. سپس هنگام امضای قرارداد برای کرون جول گفتند همین‌جا انجامش می‌دهند. ای. جی در همان شب با کف کراشر روی پای مصدوم براین کمربند را حفظ کرد. بعد مسابقه ساموا جو به‌طور ناگهانی به اِی جِی استایلز و دنیل بر این حمله کرد و مسابقه این دو در کرون جول قطعی شد. او توانست برای بار چهارم جو را شکست دهد. در اسمکداون قبل سروایرسریز۲۰۱۸ پاول هیمن موکل براک لزنر حاضر شد و گفت که بهترین کشتی‌گیر در این شو دنیل بر این هست و اِی جِی گفت که او یک بار شکستش داده و اگر نیاز باشد بار دیگر شکستش می‌دهد. بر این بیرون آمد و با اِی جِی درگیر شد و در همان شب مسابقه انجام شد. استایلز رفت برای فنامنال فورآرم اما با جاخالی بر این به اشتباه داور را زد. هنگامی که داور روی زمین بود بر این با ضربه ناجوانمردانه به ای. جی و یک رانینگ نی کمربند را برد. بعد مسابقه براین به استایلز حمله کرد و تبدیل به شخصیت منفی (heel) شد.
ای.جی. استایلز در رسلمنیا۳۶ به آندرتیکر باخت و همچنین در اسمکداون تورنومنتی آغاز شد
که در فینال آن، دنیل برایان و اجی استایلز مسابقه دادند که ای.جی. استایلز مسابقه را برد و صاحب کمربند اینترکانتیننتال شد. اما در پی پر ویو کلش آف چمپیونز یک مسابقه تریپل ترد لدر مچ برای کمربند اینترکانتیتتال بین اِی جِی استایلز جف هاردی و سمی زین صورت گرفت که اِی جِی استایلز نتوانست آن مسابقه را ببرد. اِی جِی استایلز در اواخر سال ۲۰۲۰ به RAW پیوست و توانست مانند یک ستاره ظاهر شود.

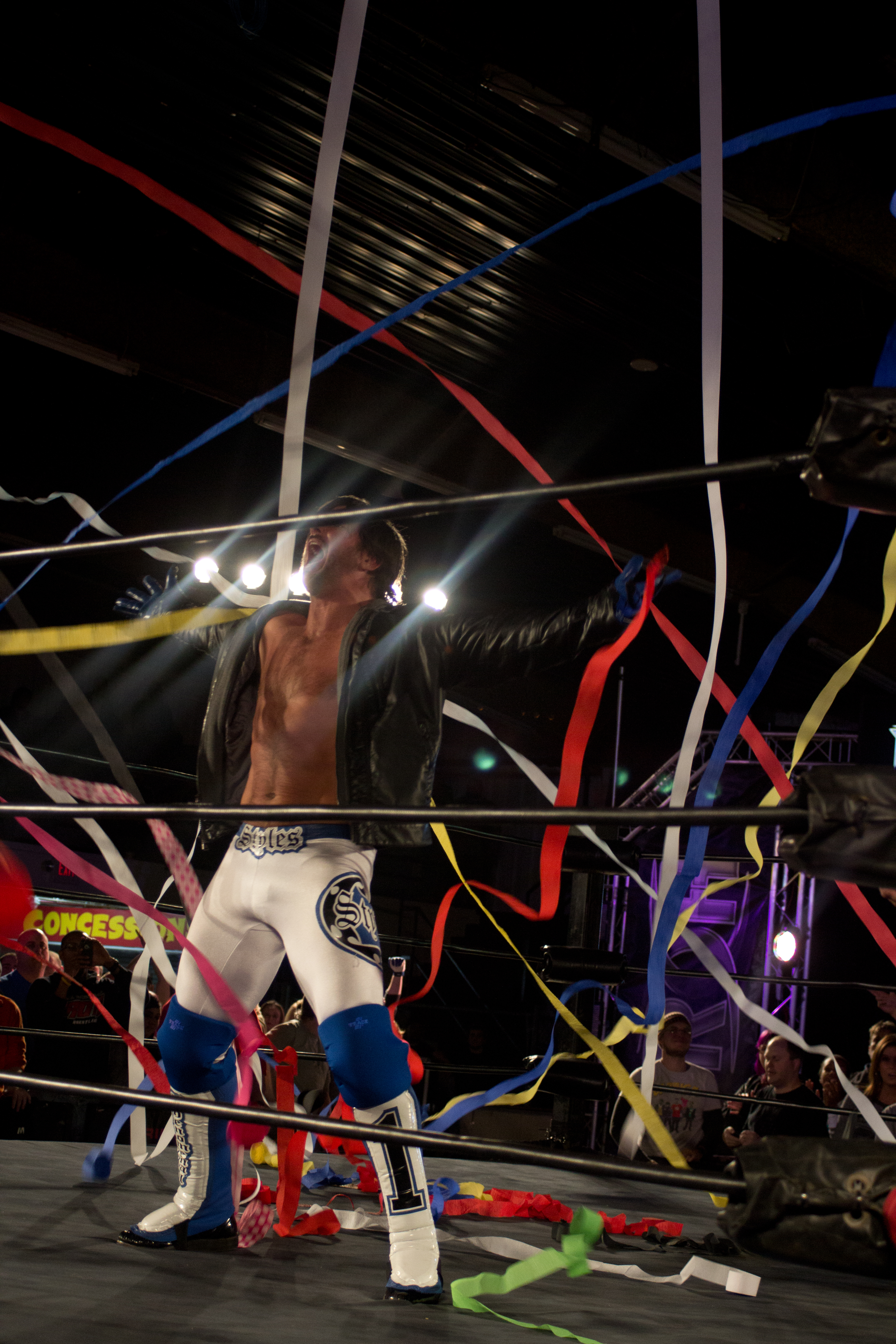

## مدیران
- ریک فلر
- ریک مایکلز
- وینس روسو
- جیمی هارت
- استینگ
- استفانی ترینتی

## لقب‌ها
- آقای المپیک (۲۰۰۱–۱۹۹۸)
- حیوان دنیای کشتی کج
- گرگ تنها
- پسر طبیعت جدید
- مرد فوق‌العاده (۲۰۱۴تا کنون)
- مرد بی پایان

## افتخارات
- بهترین کشتی‌گیر سال ۲۰۱۰
- بهترین کشتی‌گیر سال ۲۰۱۶
- رتبه دوم بهترین کشتی‌گیر سال ۲۰۱۷
- محبوب‌ترین کشتی‌گیر سال ۲۰۱۷
- رکورد دار قهرمانی کمربند اکس دیوشن TNA (شش بار)
- قهرمان کمربند سنگین‌وزن TNAاِی جِی استایلز، کمربند WWE
- قهرمان کمربند سنگین‌وزن AAW

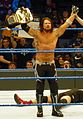
اِی جِی استایلز، کمربند WWE

- قهرمان کمربند سنگین‌وزن NWA (سه بار)
- قهرمان کمربند سنگین‌وزن IPW (چهار بار)
- قهرمانی تیمی جهان (شش بار)
- دارنده تاج ۳ گانه (دو بار)
- ستاره سال ۲۰۰۴
- قهرمان کمربند پادشاهی هند IWR
- قهرمان جهانی کمربند سنگین‌وزن NJPW (یک بار)
- قهرمان کمربند سنگین‌وزن FWE (یک بار)
- قهرمان تلویزیونی NWA (سه بار)
- قهرمانی تلویزیونی TNA (دو بار)
- اولین کشتی‌گیری در TNA که بیشتر از یک بار تاج سه‌گانه گرفت
- قهرمانی گرند اسلم TNA (دوبار)
- قهرمان TNA (هجده بار)
- قهرمان کمربند IWGP (دو بار)
- قهرمان کمربند IWC (چهار بار)
- قهرمانی کمربند WWE (دو بار)
- قهرمان کمربند ROH (یک بار)
- بهترین فینیشر «استایلز کلش» در سال ۲۰۰۳
- قهرمانی کمربند ایالات متحده آمریکا (شش بار)
- یکی از طولانی‌ترین قهرمانان کمربند WWE. قهرمان کمربند بین قارهٔ (یک بار) (آخرین رقیب آندرتیکر در رسلمینیا ۳۶)
- قهرمانی کمربند تگ تیم راو به همراه اوماس